# Calymmaderus amoenus
Calymmaderus amoenus är en skalbaggsart som först beskrevs av Henry Clinton Fall 1905.  Calymmaderus amoenus ingår i släktet Calymmaderus och familjen trägnagare. Inga underarter finns listade i Catalogue of Life.